# Pruszcz Gdański
Pruszcz Gdański (udtale [pruʂtʂ ˈɡdaj̃skʲi]; tidligere: Pruszcz; kashubisk: Pruszcz; tysk: Praust)  er en  industriby tæt på Gdańsk,  i den   nordøstlige del af voivodskabet Pommern i det nordlige Polen tæt på Tucholaskoven. Den har   31.582(2021)  indbyggere og et areal på 16,47 km², og   er en del af  powiatet (amt) Gdańsk.

## Historie
Området blev i det 10. århundrede  en del af den nye polske stat under dens første historiske hersker Mieszko 1.. Den ældste kendte omtale af Pruszcz kommer fra 1307. Det blev invaderet og besat af Den Tyske Orden  i de følgende år. I det 14. århundrede blev Radunia-kanalen bygget. I 1454 generobrede kong Kasimir 4. Jagiellon området til Kongeriget Polens krone.